# Farkas Miklós (matematikatanár)
Farkas Miklós (Marosvásárhely, 1941. május 31. –) Farkas Gyula-emlékérmes matematikatanár.

## Életpályája
Középiskolai tanulmányait a székelykeresztúri Orbán Balázs Gimnáziumban végezte. A Bolyai Tudományegyetem matematika-fizika szakán 1958-ban kezdi el egyetemi tanulmányait, majd 1963-ban a Babeș–Bolyai Tudományegyetemen fejezi be. 1963 és 2005 között a segesvári Mircea Eliade Főgimnázium matematikatanára volt. 1977-ben I. fokozati tanári vizsgát tett. Húsz éven keresztül vezette a Segesvár környéki matematikatanárok pedagógiai körét, valamint a Romániai Matematikusok Társaságának helyi fiókját. Ebben a minőségében több országos konferenciát szervez Segesváron, neves meghívottakkal, köztük akadémikusokkal, amelyeken dolgozatokat is bemutat.
Az 1989-es  változások után, rövid ideig a helyi politikai élet aktív résztvevője  (1990–1992), alapító  elnöke a helyi RMDSZ szervezetnek. A segesvári EMKE szervezet alapító tagja és elnöke (1993–1995).
A segesvári Gaudeamus Alapítvány alapító elnöke, igazgatója húsz éven keresztül (1993–2013), majd tiszteletbeli elnöke. Az alapítvány a segesvári és a környékbeli szórványban élő magyar gyerekek anyanyelvű oktatását támogatja, az 1999 óta működő szórványkollégiumban 55 diáknak biztosít szállást, étkezési és tanulási lehetőséget, és a rászoruló diákokat ösztöndíjjal is támogatja.  2009-től működik a Gaudeamus Ház-Oktatási és Művelődési Szórványközpont.
A segesvári magyar művelődési élet egyik fő szervezője (az 1989-es változások előtt is), 1985 óta megszakítás nélkül évi 10–15 (az utóbbi években 15–19) kamarazenei hangversenyt szervez.

## Munkássága
Tanítványai kiemelkedő eredményeket értek el a matematika olimpiák megyei és országos szakaszán. Bán István, Mezei Elemér, Varga Csaba, Némethi András számos díjat nyert el. Némethi András két nemzetközi matematika olimpián vett részt (1977, 1978), 1978-ban második díjjal jutalmazták. Mezei Elemér a kolozsvári BBTE előadótanára, Varga Csaba a BBTE professzora, Némethi András az MTA levelező tagja, az ELTE professzora.
A matematika tanításának módszertanával foglalkozott, ilyen tárgyú cikkei a romániai szaklapokban, folyóiratokban és újságokban jelentek meg. (Matematikai Lapok, Tanügyi Újság, Korunk, A Hét, Utunk, Helikon, Romániai Magyar Szó, Népújság, stb.) 
Az EME Matematika-Informatika szakosztályának tagjaként előadásokat tartott a Magyar Tudomány napján.

### Néhány fontosabb szakmai tárgyú írása
- Farkas M., Mezei E. : Függvények konvexitásának tanulmányozása elemi módszerrel (Matematikai Lapok, 4/1977)
- Farkas M., Barabás L. : Néhány határozott integrál kiszámítása (Matematikai Lapok, 3/1996)
- Farkas M. : Matematikatanítás hogyan tovább ? (A Hét, 1981, július 31.)
- Farkas M. : Gondolatok a líceumi matematikaoktatásról (A Hét, 1990. november 22.)
- Farkas M. : Szükségünk van-e alternatív tankönyvekre? (A Hét, 1997. január 31.)
- Farkas M. : Az integrálszámítás módszertani kérdéseiről (Matlap, 7/2006)
- Farkas M. : A gyakorlati alkalmazások szerepe a matematika oktatásban (Matlap, 1/2015)
- Lőrinczi Gyula, Farkas Miklós: Ptolemaiosz egyik tételéről (Matlap, 7/2017)

### Tankönyvek (szerző vagy társszerző)
- Farkas M., Mezei E.: Matematikai analízis a XII.osztályok számára (Erdélyi Tankönyvtanács, Kolozsvár, 1996), újabb kiadásai: 1997, 1998, 1999, felújított és átdolgozott kiadás: 2002.
- Farkas M.: Algebra. Tankönyv a XII. osztályok számára (E.T. Kolozsvár 1998, 1999), átdolgozott és felújított kiadás: 2002.
- Farkas M.: Matematika. Tankönyv a XII. osztályok számára (Ábel Kiadó, Kolozsvár, 2003), átdolgozott és felújított kiadás: 2005.
- Farkas M.: Matematika. Tankönyv a XII. osztályok számára (Ábel Kiadó, Kolozsvár, 2007), újabb kiadások: 2008, 2009, 2010, 2011, 2012, 2013, 2014.

### Tankönyvfordítások
Négy tankönyvet fordított magyar nyelvről románra a magyarországi Gyula város  román tannyelvű gimnáziumának megbízásából
- Dr. Fried Katalin, Dr.Gerőcs László, Számadó László: Matematika, IX.osztály – Matematică pentru clasa a 9-a
- Dr. Gerőcs László, Számadó László: Matematika X., XI. és XII. osztály – Matematică pt.cl.a 10-a, Matematică pt.cl.a 11-a, Matematică pt.cl.a 12-a.

## Kitüntetései
- a Romániai Magyar Pedagógusok Szövetségének Életmű-díja és díszoklevele (1998) (az Ezüstgyopár elődje)
- a dr. Aszalós János Alapítvány díszoklevele és emlékérme (1999)
- az Erdélyi Múzeum-Egyesület, a Farkas Gyula Egyesület a Matematikáért és Informatikáért, valamint a Radó Ferenc Matematikaművelő Társaság által adományozott Farkas Gyula-emlékérem (2006)
- Segesvár Díszpolgára cím (2010)
- Magyarország Köztársasági elnöke által adományozott Magyar Köztársasági Arany Érdemkereszt (2011)
- fennállásának 20. és 25. évfordulóján, a Romániai Magyar Pedagógusok Szövetsége Elismerő Oklevele és Emlékérme (2011, 2016)
- az Erdélyi Magyar Közművelődési Egyesület Oklevele és emlékplakettje (2014).
- Az RMPSZ Ezüstgyopár díja, 2021.